# Naruto Shippuden: Ultimate Ninja Storm 2
Naruto Shippuden: Ultimate Ninja Storm 2, conhecido no Japão como Naruto Shippuden: Narutimate Storm 2 (Naruto-ナルト - 疾風 伝 ナルティメットストーム 2) é um jogo de luta desenvolvido pela CyberConnect2. É a sequência de Naruto: Ultimate Ninja Storm publicado pela Namco Bandai Games. É baseado na série de mangás e animes Naruto de Masashi Kishimoto e foi lançado em ambas plataformas PlayStation 3 e Xbox 360. O jogo conta principalmente com o personagem-título Naruto Uzumaki, um adolescente ninja, e suas lutas contra a organização terrorista Akatsuki.

## Jogabilidade
A jogabilidade de Naruto Shippuden: Ultimate Ninja Storm 2 mantém muitos dos elementos do primeiro jogo e tem 23 fases de luta. Tem nove capítulos, incluindo o prólogo e um capítulo extra. Cada personagem pode ganhar novos combos e jutsu ativando o Awakening Mode. Lars Alexandersson, um personagem convidado de Tekken 6, também é jogável no jogo. Conforme a história avança, os jogadores irão desbloquear novos Jutsu e Ultimate Jutsu para certos personagens.

### Online
Os jogadores podem acessar a múltiplos recursos online:
- Partidas rápidas têm adversários escolhidos aleatoriamente;
- Partidas para o ranking mundial;
- Jogo personalizado, bem como a disponibilidade para criar jogos;
- Além disso, o jogo contará com ambientes destrutíveis, batalhas contra bosses gigantes, ataques especiais em equipe, e uma totalmente explorável Hidden Leaf Village (Aldeia da Folha);
- O jogador também pode navegar fora da Hidden Leaf, como por exemplo na Hidden Sand Village (vila da Areia).  Em alguns casos, as personagens do jogo também podem manipular o cenário de batalha, tal como Kakashi usar raios na superfície da água na sua boss battle.[5]

## Personagens

Tela de seleção de personagens do jogo, com Naruto Uzumaki à esquerda e Sasuke Uchiha à direita

Naruto Shippuden: Ultimate Ninja Storm 2 contém diversos personagens de Naruto Shippuden jogáveis no modo Free Battle, podendo escolher um ou dois outros personagens como suporte. Antes da luta, além dos personagens, é possível escolher o cenário de batalha. Alguns personagens possuem roupas alternativas que são desbloqueadas no decorrer do modo história. Ao contrário do jogo anterior, neste não é necessário fazer download de expansões para obter conteúdo adicional.
O jogo conta com personagens como: Sai, Yamato, Chiyo, Killer Bee, o time Taka, Tobi, e alguns membros da Akatsuki.